# Аддис, Томас
То́мас Ча́лмерс А́ддис—младший (англ. Thomas Chalmers Addis Jr.; 27 июля 1881 — 4 июня 1949) — шотландский и американский врач, педагог, профессор (с 1911) Стэнфорда (Калифорния, США); учёный, его именем названа проба по исследованию мочи (проба Каковского — Аддиса, англ. Addis count); политический активист, подвергался политическим преследованиям.

## Биография
Родился 27 июля 1881 года в Эдинбурге (Шотландия) в семье пресвитерианского пастора (minister) Томаса Чалмерса Аддиса и его жены Корнелии Бирс-Кэмпбелл.
Окончил медицинский факультет Эдинбургского университета в 1905 году. Во время обучения в университете стажировался в Институте патологии берлинской клиники Шарите и Гейдельбергском университете.
В 1908 году получил лицензию на частную врачебную практику. С 1911 года — профессор университета Стэнфорда.

## Научная деятельность
Основные научные труды посвящены гемофилии, в частности, им установлено, что трансфузия плазмы крови здоровых людей может устранять склонность к геморрагиям.
Широко известен своими работами в области нефрологии. Он усовершенствовал метод определения количества белка, клеточных элементов крови (эритроцитов и лейкоцитов) в моче. В 1925 году им было предложено увеличение времени сбора мочи в течение 24 часов, а не 8, как ранее предлагал российский врач А. Ф. Каковский.
Аддисом впервые были смоделированы болезни почек с протеинурией у крыс.
В статье «Механизмы протеинурии» (1949 год) была показана зависимость фильтрационной способностью почек и прохождения через гломерулярную мембрану от молекулярной массы белков. Описал зависимость протеинурии от количества белка, потребляемого больными гломерулонефритом. Использовал показатель креатинина в сыворотке крови для изучения фильтрационной способности почек.

## Политическая деятельность
Будучи человеком левых убеждений, был сторонником социалистических преобразований. Особенно эти убеждения укрепились после посещения в 1935 году СССР. После возвращения из Советского Союза занимался активной агитацией коммунистических идей и вовлечением в Коммунистическую партию США американских граждан. Попал в поле зрения властей. Поддержал Испанскую революцию 1936 года, участвовал в общественной организации по поддержке испанских беженцев. Подвергался политическим преследованиям. Под предлогом реорганизации лаборатории был освобождён от должности её руководителя и лишён возможности заниматься научно-исследовательской работой.
Умер 4 июня 1949 года в Пало-Алто (Калифорния).